# Eye Haïdara
Pour les articles homonymes, voir Haïdara.
Eye Haïdara, née le 7 mars 1983 à Boulogne-Billancourt, est une actrice franco-malienne.

## Biographie
Née de parents maliens (son père a également des origines marocaines) repartis vivre au sud de Bamako (Mali), Eye Haïdara débute au théâtre sous les encouragements de son instituteur à l'école primaire, boulevard Bessières dans le 17e arrondissement de Paris. Après un parcours scolaire classique, baccalauréat  option théâtre au lycée Racine à Paris en 2001 puis un DEUG d'Art du spectacle à la Sorbonne Nouvelle Paris 3 en 2003, Eye fréquente les cours de théâtre d'Acting International sous la direction de Robert Cordier.

## Carrière
C'est en 2007, sous la direction d'Audrey Estrougo, qu'elle débute au cinéma dans Regarde-moi. En 2008, on la voit dans Film Socialisme de Jean-Luc Godard.
En 2010, elle fait son retour au théâtre, après plusieurs expériences cinématographiques, dans Les Voix de la gare du Nord de Claire Simon. Cette même année, elle intègre l'Académie internationale de théâtre et joue dans trois production du Théâtre de Lorient, La place Royale, Guantanamo et La Faculté (création au Festival d'Avignon 2012) mise en scène par Éric Vigner fondateur de l'Académie.
En 2015, elle est à l'affiche du film La Taularde d'Audrey Estrougo.
En 2016, c'est sous la direction de Tommy Milliot, ancien camarade de l'Académie, qu'elle multiplie les projets théâtraux, notamment dans Lotissement de Frédéric Vossier, spectacle lauréat du prix impatience 2016 et présenté au Festival d'Avignon la même année.
Elle participe aussi à la création de Qu'elle ne meure de Roland Fichet, dans une mise en scène de Gildas Milin au Théâtre national de Bretagne.
En 2017, elle joue dans Le Sens de la fête d'Éric Toledano et Olivier Nakache. Ce rôle lui vaut d'être nommée pour le Prix Lumières du meilleur espoir féminin et le César du meilleur espoir féminin.
Début 2020, elle est membre du jury de Cédric Klapisch lors du 10e Nikon Film Festival.

## Filmographie

### Cinéma
- 2007 : Regarde-moi d'Audrey Estrougo : Fatimata
- 2010 : Film Socialisme de Jean-Luc Godard : la journaliste de France 3
- 2011 : Jimmy Rivière de Teddy Lussi-Modeste : Fatim
- 2011 : Mar Vivo[10] (court métrage) de Cyril Brody : Lætitia
- 2011 : Implosion[11] de Sören Voigt[12] : Djamile
- 2015 : Les Gorilles de Tristan Aurouet : Linda
- 2015 : La Taularde d'Audrey Estrougo : Nato Kanté
- 2016 : Caramel surprise[13] (court métrage) de Fairouz M'Siti : Mawena
- 2016 : Opération Comando[14],[15] (court métrage) de Jan Carlewski[16] : Eye
- 2017 : Le Sens de la fête d'Éric Toledano et Olivier Nakache : Adèle
- 2019 : La Lutte des classes de Michel Leclerc : Dounia
- 2019 : Deux Moi de Cédric Klapisch : Djena, la collègue de Rémy
- 2020 : Le Prince oublié de Michel Hazanavicius : la mère / la reine mère
- 2020 : Brutus vs César de Kheiron : Antonia
- 2022 : Kung Fu Zohra de Mabrouk El Mechri : Binta
- 2022 : Les Goûts et les couleurs de Michel Leclerc : Ivry
- 2022 : Les Femmes du square de Julien Rambaldi : Angèle[17]
- 2022 : Pilote de Paul Doucet : Carine
- 2023 : Brillantes de Sylvie Gautier : Djamila
- 2023 : La Chambre des merveilles de Lisa Azuelos : Docteure Bongramp
- 2023 : Hawaii de Mélissa Drigeard : Florence
- 2023 : Le Paradis de Zeno Graton : Sophie
- 2023 : Monsieur le Maire de Karine Blanc et Michel Tavares : Joe-Lynn
- 2024 : Barbès, Little Algérie de Hassan Guerrar : Eya
- 2024 : À toute allure de Lucas Bernard : Marianne

### Télévision
- 2018 : Patriot (série télévisée) : Nan Ntep
- 2018 : Papa ou maman (série télévisée) : Tania
- 2021 : Un homme d'honneur (mini-série télévisée) de Julius Berg : Leïla Diene
- 2022 : En thérapie (série télévisée), saison 2 : Inès
- 2022 : Studio Bagel (série télévisée), épisode Mister V : L'Arnaque de Tinder d'Adrien Ménielle : Samia
- 2024 : Furies (série Netflix) : Keita
- 2025 : Frotter frotter de Marion Vernoux : Solange Diaby

## Théâtre
- 2019 : La Trilogie de la vengeance, texte et mise en scène Simon Stone, théâtre de l'Odéon

## Distinctions
- Prix Lumières 2018 : nomination pour le Prix Lumières du meilleur espoir féminin pour Le Sens de la fête
- César 2018 : nomination au César du meilleur espoir féminin pour Le Sens de la fête

## Publication
- « Quand serons-nous banales ? », in Aïssa Maiga (dir.), Noire n'est pas mon métier, Paris, Éditions du Seuil, 3 mai 2018, 117 p. (ISBN 978-2-02-140119-6)